# پنجاه و سومین دوره جوایز اسکار

## جوایز

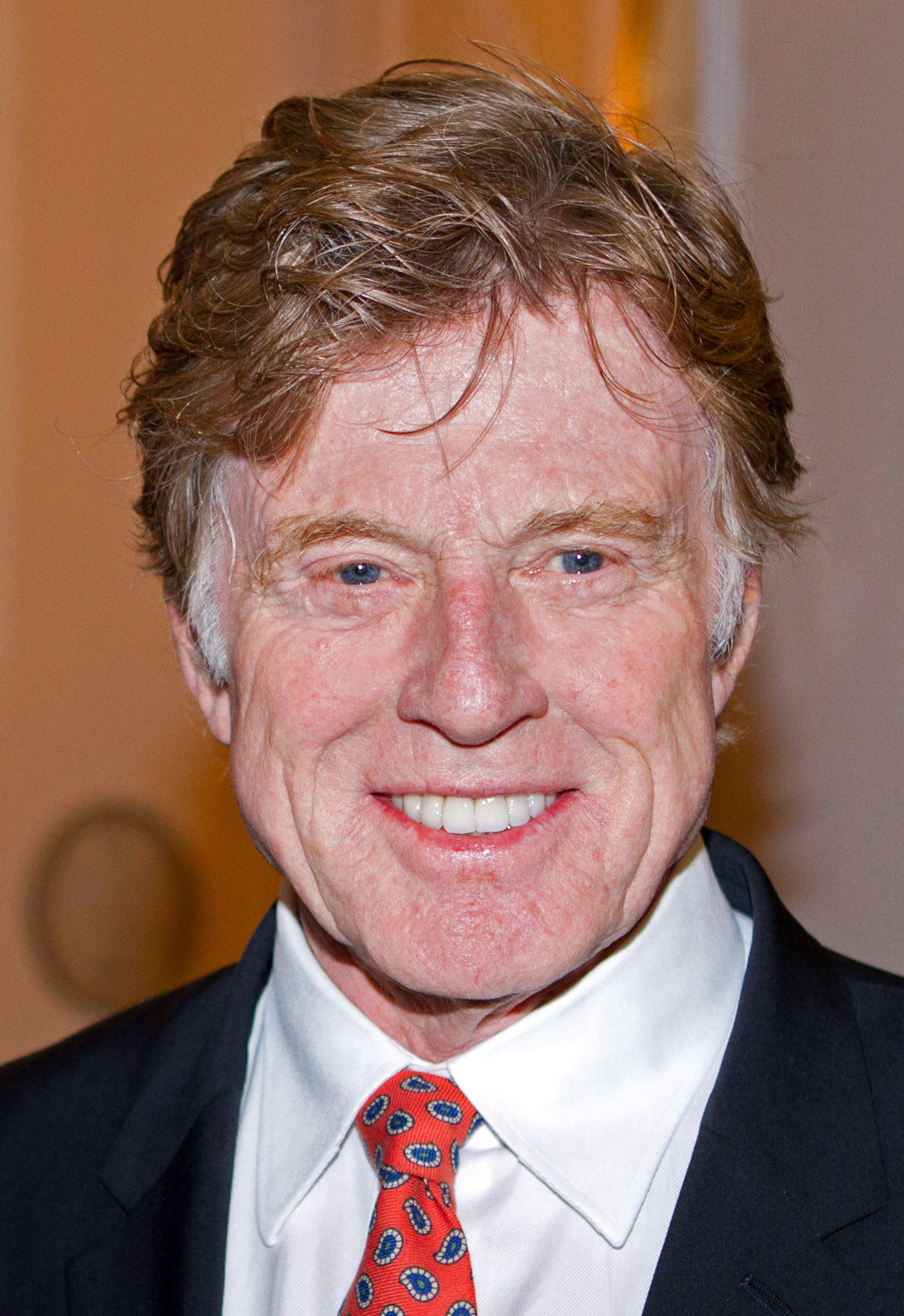
رابرت ردفورد، برنده جایزه بهترین کارگردان

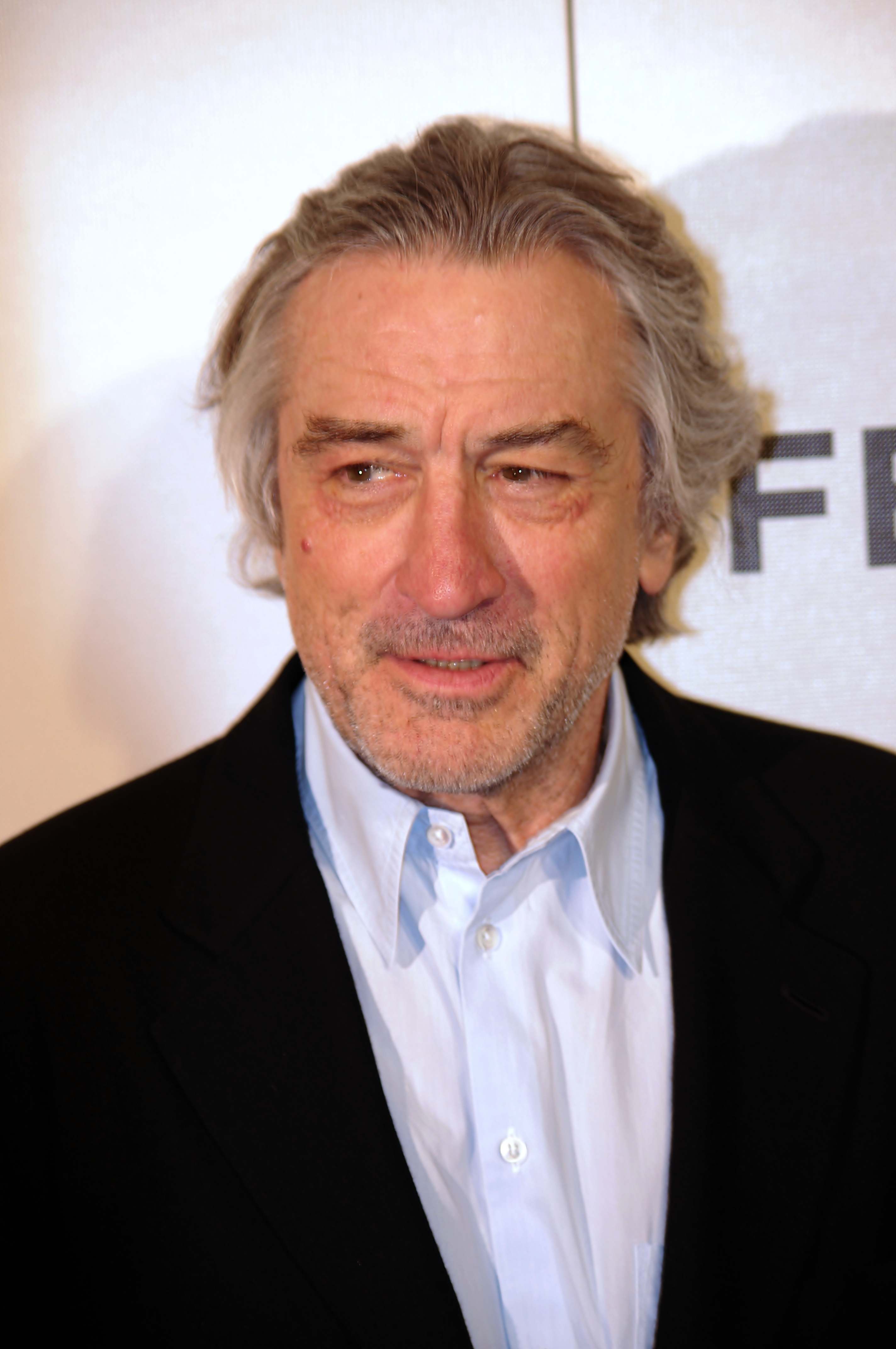
رابرت دنیرو، برنده جایزه بهترین بازیگر نقش اول مرد

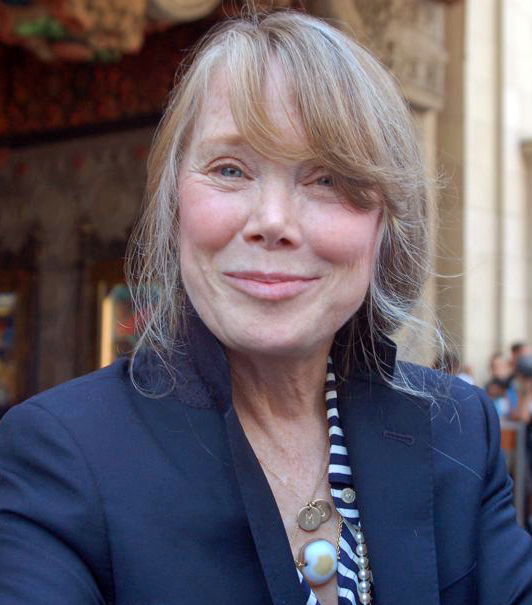
سیسی اسپیسک، برنده جایزه بهترین بازیگر نقش اول زن

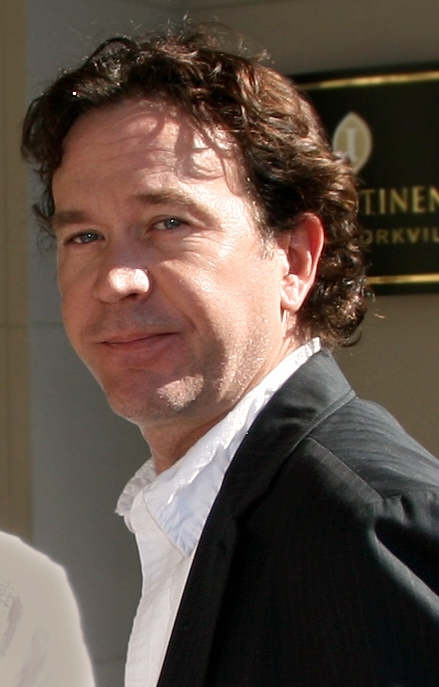
تیموتی هاتون، برنده جایزه بهترین بازیگر مکمل مرد

مری استینبورگن، برنده جایزه بهترین بازیگر نقش مکمل زن

Winners are listed first and highlighted in boldface.
| جایزه اسکار بهترین فیلم | جایزه اسکار بهترین کارگردانی |
| --- | --- |
| - مردم معمولی – Ronald L. Schwary - گاو خشمگین – رابرت چارتوف، ایروین وینکلر - مرد فیل‌نما – Jonathan Sanger - دختر معدنچی زغال سنگ – Bernard Schwartz - تس – کلود بری | - رابرت ردفورد – مردم معمولی - دیوید لینچ – مرد فیل‌نما - مارتین اسکورسیزی – گاو خشمگین - ریچارد راش – بدل‌کار - رومن پولانسکی – تس |
| جایزه اسکار بهترین بازیگر نقش اول مرد | جایزه اسکار بهترین بازیگر نقش اول زن |
| - رابرت دنیرو – گاو خشمگین در نقش جیک لاموتا - رابرت دووال – سانتینی کبیر در نقش Lt. Col. Wilbur "Bull" Meechum - جان هرت – مرد فیل‌نما در نقش جوزف مریک - جک لمون – باج در نقش Scottie Templeton - پیتر اوتول – بدل‌کار در نقش Eli Cross | - سیسی اسپیسک – دختر معدنچی زغال سنگ در نقش لرتا لین - الن برستین – رستاخیز در نقش Edna Mae McCauley - گلدی هان – سرباز بنجامین Judy Benjamin - مری تایلر مور – مردم معمولی در نقش Beth Jarrett - جنا رولندز – گلوریا در نقش Gloria Swenson |
| جایزه اسکار بهترین بازیگر نقش مکمل مرد | جایزه اسکار بهترین بازیگر نقش مکمل زن |
| - تیموتی هاتون – مردم معمولی در نقش Conrad Jarrett - جاد هیرش – مردم معمولی در نقش Dr. Tyrone C. Berger - مایکل اوکیف – سانتینی کبیر در نقش Ben - جو پشی – گاو خشمگین در نقش Joey LaMotta - جیسون روباردز - ملوین و هاوارد در نقش هوارد هیوز | - مری استینبورگن – ملوین و هاوارد در نقش Lynda West Dummar - آیلین برنان – سرباز بنجامین در نقش Doreen Lewis - ایوا لو گالین – رستاخیز در نقش Pearl - کتی موریارتی – گاو خشمگین در نقش Vikki Thailer Lamotta - دیانا اسکاروید – انگیزه‌های درونی در نقش Louise |
| جایزه اسکار بهترین فیلم‌نامه غیراقتباسی | جایزه اسکار بهترین فیلم‌نامه اقتباسی |
| - ملوین و هاوارد – بو گولدمن - بروبیکر – Screenplay by W. D. Richter; Story by W. D. Richter and Arthur Ross - شهرت (فیلم ۱۹۸۰) – Christopher Gore - عموی آمریکایی‌ام – Jean Gruault - سرباز بنجامین – نانسی مایرز، چارلز شایر and Harvey Miller | - مردم معمولی – آلوین سارجنت - Breaker Morant – Jonathan Hardy, David Stevens و بروس برسفورد - دختر معدنچی زغال سنگ – Tom Rickman - مرد فیل‌نما – Christopher DeVore, Eric Bergren and دیوید لینچ - بدل‌کار – Screenplay by Lawrence B. Marcus; Adaptation by ریچارد راش |
| Best Foreign Language Film | جایزه اسکار بهترین تدوین |
| - مسکو به اشک‌ها باور ندارد (اتحاد جماهیر سوسیالیستی شوروی) - Confidence (مجارستان) - کاگه‌موشا (ژاپن) - آخرین مترو (فرانسه) - لانه (اسپانیا) | - گاو خشمگین – تلما شونمیکر - دختر معدنچی زغال سنگ – آرتور اشمیت - The Competition – David Blewitt - مرد فیل‌نما – آن وی. کوتس - شهرت (فیلم ۱۹۸۰) – جری همبلینگ |
| جایزه اسکار بهترین فیلم مستند | Best Documentary Short |
| - از مائو به موتسارت: آیزاک استرن در چین – مورای لرنر - Agee – Ross Spears - The Day After Trinity – Jon H. Else - Front Line – David Bradbury - The Yellow Star – The Persecution of the Jews in Europe 1933-45 – Bengt von zur Muehlen and Arthur Cohn | - Karl Hess: Toward Liberty – Roland Hallé and Peter W. Ladue - Don't Mess with Bill – John Watson and Pen Densham - The Eruption of Mount St. Helens – George Casey - It's the Same World – Dick Young - Luther Metke at 94 – Richard Hawkins and Jorge Preloran |
| جایزه اسکار بهترین فیلم کوتاه | جایزه اسکار بهترین پویانمایی کوتاه |
| - The Dollar Bottom – Lloyd Phillips - Fall Line – Bob Carmichael and Greg Lowe - A Jury of Her Peers – Sally Heckel | - مگس – Ferenc Rofusz - All Nothing – Frédéric Back - History of the World in Three Minutes Flat – Michael Mills |
| جایزه اسکار بهترین موسیقی فیلم | جایزه اسکار بهترین ترانه |
| - شهرت (فیلم ۱۹۸۰) – مایکل گور - احوال دگرگون‌شده – جان کوریلیانو - مرد فیل‌نما – جان موریس - امپراتوری ضربه می‌زند – جان ویلیامز - تس – فیلیپ سارد | - "Fame" from شهرت (فیلم ۱۹۸۰) – Music by مایکل گور، Lyric by دین پیچفورد - "9 to 5" from نه تا پنج – Music and Lyric by دالی پارتن - "دوباره در جاده (ترانه ویلی نلسون)" from Honeysuckle Rose – Music and Lyric by ویلی نلسون - "Out Here on My Own" from شهرت (فیلم ۱۹۸۰) – Music by مایکل گور; Lyric by لزلی گور - "People Alone" from The Competition – Music by لالو شیفرین; Lyric by ویل جنینگز                           |
| جایزه اسکار بهترین طراحی صحنه | جایزه اسکار بهترین فیلمبرداری |
| - تس – Art Direction and Set Decoration: Pierre Guffroy و Jack Stephens - دختر معدنچی زغال سنگ – Art Direction: John W. Corso; Set Decoration: John M. Dwyer - مرد فیل‌نما – Art Direction: Stuart Craig و Bob Cartwright; Set Decoration: Hugh Scaife - امپراتوری ضربه می‌زند – Art Direction: Norman Reynolds, Leslie Dilley, Harry Lange و Alan Tomkins; Set Decoration: Michael Ford - کاگه‌موشا – Art Direction and Set Decoration: Yoshirō Muraki | - تس – جفری آنسورث و گیلان کلوکه - مرداب آبی – نستور آلمندروس - دختر معدنچی زغال سنگ – Ralf D. Bode - فرمول – James Crabe - گاو خشمگین – مایکل چاپمن |
| جایزه اسکار بهترین طراحی لباس | Best Sound |
| - تس – آنتونتی پاول - مرد فیل‌نما – Patricia Norris - My Brilliant Career – Anna Senior - Somewhere in Time – Jean-Pierre Dorleac - وقتی که زمان به آخر رسید – Paul Zastupnevich | - امپراتوری ضربه می‌زند – Bill Varney, Steve Maslow, Gregg Landaker و Peter Sutton - احوال دگرگون‌شده – Arthur Piantadosi, Les Fresholtz, Michael Minkler و Willie D. Burton - دختر معدنچی زغال سنگ – Richard Portman, Roger Heman و James R. Alexander - شهرت (فیلم ۱۹۸۰) – Michael J. Kohut, Aaron Rochin, Jay M. Harding و کریس نیومن - گاو خشمگین – دونالد میچل (مهندس صدا), Bill Nicholson, David J. Kimball و Les Lazarowitz |

### Academy Honorary Award
- هنری فوندا

### Special Achievement Award
- امپراتوری ضربه می‌زند (Brian Johnson, Richard Edlund, Dennis Muren و Bruce Nicholson)

## Presenters and performers
The following individuals, listed in order of appearance, presented awards or performed musical numbers.